# 亞歷山太學派
亞歷山太學派（英語：Alexandrian school），也称亚历山大学派，指在埃及亞歷山大於希臘化時代與羅馬帝國時期發展的文學、哲學、醫學、科學趨勢的合稱。

## 城市
亞歷山大是著名的亞歷山大大帝所建立的城市，在前332年所建。當時，建城的主要目的是作為貿易通商之用。居住的人大多數是希臘人和猶太人。除了商業之外，文化上的表現也為顯著。不僅有圖書館，還有許多不同文化、思想、宗教在此交流著。也許是因為交通的便利因素，使得此城在商業、文化上有著不可忽略的地位。